# Marine One

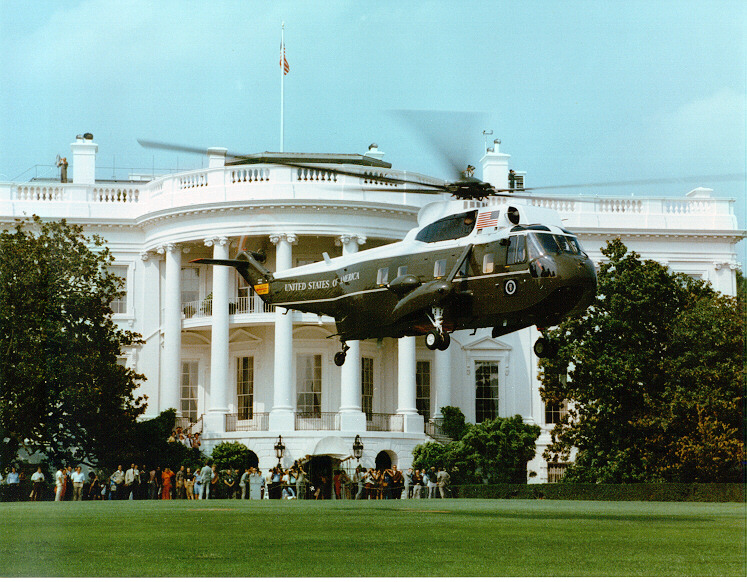
Marine One vertrekt bij het Witte Huis

Marine One is het callsign van de luchtverkeersleiding voor elke helikopter van het Korps Mariniers van de Verenigde Staten waar de president van de Verenigde Staten in zit. Een helikopter met aan boord de vicepresident draagt de naam Marine Two.
In 1957 werd voor het eerst een helikopter gebruikt als transportmiddel door een Amerikaanse president. Dwight D. Eisenhower reisde toen met een Bell H-13 Sioux naar zijn zomerhuis op Rhode Island, omdat Air Force One te groot was om daar te landen en transport per auto het verkeer te veel zou ontregelen.
Het squadron HMX-1 "Nighthawks" is verantwoordelijk voor het transport van de president en gebruikt daarvoor helikopters van het type H-3 Sea King en UH-60 Black Hawk.

## AgustaWestland US101
In januari 2005 bestelde de Verenigde Staten 23 helikopters voor onder andere presidentieel gebruik. De order ging naar het Brits-Italiaanse bedrijf AgustaWestland, in een consortium met Lockheed Martin. De bestaande AgustaWestland EH101 zou worden aangepast en dan als US101 verdergaan. De transactie had een waarde van 3,3 miljard pond. In mei 2009 werd de opdracht geannuleerd ondanks het feit dat al meer dan 3 miljard dollar was uitgegeven aan het project. Belangrijkste reden was dat de verwachte kosten van het project waren opgelopen tot meer dan 13 miljard dollar.

## Sikorsky S-92
In mei 2014 kreeg Sikorsky Aircraft Corporation de order voor de levering van zes nieuwe helikopters van het type Sikorsky S-92 die de rol van Marine One gaan overnemen. De order heeft een waarde van 1,2 miljard dollar. De Sikorsky S-92 is al sinds 2004 in productie en er zijn meer dan 200 exemplaren van gemaakt.
Medio 2019 plaatste de Amerikaanse marine de definitieve opdracht voor zes VH-92A helikopters. De order heeft een waarde van 542 miljoen dollar. Twee helikopters van dit type vliegen al en de order kan nog worden uitgebreid met 15 stuks waarmee het totaal op 23 toestellen zal uitkomen. 

Army One ·

Air Force One ·

Navy One ·

Marine One ·

Coast Guard One ·

Executive One